# 트라시메노호 전투
트라시메노호 전투는 기원전 217년 4월 이탈리아의 트라시메노호에서 한니발의 카르타고군과 가이우스 플라미니우스가 이끄는 로마군이 벌인 전투를 말한다. 이탈리아에서 벌어진 제2차 포에니 전쟁 중 세 번째 전투로 로마군은 한니발의 완벽한 매복에 이은 공격으로 괴멸당했다.

## 전투전의 상황
티베리우스 셈프로니우스가 트레비아강 전투에서 한니발에게 참패하고 난 후 기원전 217년의 집정관으로 가이우스 플라미니우스와 세르빌리우스가 선출되었고 이들은 각각 셈프로니우스와 푸블리우스 코르넬리우스 스키피오의 군단을 이어받았다. 평민출신의 가이우스 플라미니우스는 한니발에게 적극적인 공세를 원하고 있었다. 두 명의 집정관은 각각 군대를 나누어 거느리고 한니발의 예상 침투경로를 찾아 저지하려고 했다. 한니발은 역시 적군이 예상못한 행군로를 빠르게 행군하여 에트루리아의 도시들을 휩쓸고 지나갔다. 이것은 에트루리아가 로마에 반기를 들게 하려는 의도였으나 한니발의 의도대로 되지 않았다.
한편 플라미니우스는 한니발이 에트루리아를 유린하는 것을 보면서 한니발을 추격하였고 세르빌리우스에게 남하하여 합류하자고 요청하였다. 양쪽 집정관은 페루시아에서 한니발을 협공하려는 계획을 생각하고 있었고 한니발은 두 군대가 만나게 두지 않으려고 계획을 세웠다.
한니발은 트라시메노호에 도착하자 이곳이 매복에 적당한 곳이라는 것을 알아차리고 군대를 매복시키면서 불을 피우는 것도 금지하고 군사를 배치했다. 호반을 남쪽으로 하고 북쪽의 숲속에서 로마군이 오기를 기다리고 있었다.

## 전투의 경과
로마군은 호수어귀에 도착하여 야영을 한후 다음날 아침 안개속에서 행군을 시작했다. 물론 카르타고군이 숲속에 매복한 것을 전혀 알아차리지 못한 상태에서 안개와 좁은 호수길을 진군하였다. 이윽고 한니발군은 공격을 개시하여 양쪽의 로마군 행군로를 봉쇄하고 매복에서 쏟아져 나와 무차별 포위공격을 감행했다. 전투라기보다는 일종의 살육에 가까웠던 이 전투에서 로마군은 호수로 밀렸고 카르타고군의 칼에 죽거나 호수에서 익사하고 말았다. 6천 명의 전위부대는 포위를 뚫고 도망하는 데 성공했지만 기병대에게 모두 붙잡히고 말았다 약 2만5천 명의 로마 병력 중 살아서 로마로 돌아간 것은 2천 명에 불과했다. 집정관인 가이우스 플라미니우스도 이 전투에서 전사하였다.
사흘 뒤 세르빌리우스가 파견한 기병 4,000명도 모두 죽거나 한니발에게 포로로 잡혔다. 이 전투의 결과로 로마는 토스카나 지방을 내주었고 파비우스 막시무스를 독재관에 임명하고 병력을 보충할 때까지 지연전술인 파비우스 전술을 사용하게 되었다.